# 郑鈜
郑鈜（1974年4月—），男，汉族，四川广元人，中华人民共和国政治人物。现任四川省司法厅副厅长，致公党四川省委副主委。第十三、十四届全国政协委员。